# نهر سور (إثيوبيا)
سور هو نهر في جنوب غرب إثيوبيا. 
وأحد روافد نهر بيربير من الجهة اليسرى، ويلتقي به عند خطوط الطول والعرض 8°30′48″N 35°11′17″E / 8.51333°N 35.18806°E.
وينبع نهر سور في سايو.